# 1086 км (зупинний пункт)
1086 кіломе́тр — пасажирська зупинна залізнична платформа Лиманської дирекції Донецької залізниці.
Розташована поблизу села Олександро-Шультине, Краматорський район, Донецької області на лінії Слов'янськ — Горлівка між станціями Диліївка (5 км) та Костянтинівка (8 км).
Через бойові дії рух приміських та пасажирських поїздів на даній ділянці припинено.